# Мухор-Тала
Мухор-Тала (рос. Мухор-Тала) — село Заіграєвського району, Бурятії Росії. Входить до складу Сільського поселення Верхньоількінське.
Населення — 222 особи (2015 рік).